# 徳光&史朗の暴走おやじアナ
『徳光&史朗の暴走おやじアナ』（とくみつ しろうのぼうそう-）は、テレビ朝日系列で放送されていた特別番組で、徳光和夫と鈴木史朗の冠番組。

## 概要
主に年に1回、1月に日曜ワイドの枠で放送されていた。
民放各局OBである「おやじアナ」達が、都内を巡り「漫遊」する。元アナウンサーのゲストの縁の場所を訪れたり、テレビ朝日の女子アナと合コン企画などを行う。
第一回の放送では徳光と鈴木だけだったが、第二回の熱海で山本・露木が合流し固定の4人制となる。見せ場はエンディングでのオヤジたちのカラオケ大会。これがやりたいがために番組を作っているようにも見える。秋に収録を行っているため、放送時期と季節が合わない。ユニフォームが沖縄でアロハになり秋でも着る。徳光はアロハの下にTシャツを着込んでいる。
日本テレビでも徳光の旅モノをシリーズとして放送しているが、こちらは海外。レギュラーメンバーは徳光の他に飯島愛、肥後克広、日本テレビ女子アナと、この番組の原型となっている。「韓国」「台湾」「シンガポール」と3回放送された。

## 放送日
- 第1回 2003年沖縄大冒険
- 第2回 2004年熱海で大宴会
- 第3回 2005年1月16日東京　テレビ各局めぐり　赤坂・河田町・六本木・麹町[1]
- 第4回 2006年1月15日東京　オヤジたちの遊び場　神楽坂・秋葉原・六本木
- 第5回 2007年1月14日東京（「オヤジ達の東京大行進」と題して放送された）

## 出演

### おやじアナ
徳光と鈴木のほか、以下の4名がレギュラーとなっている。ユニフォームは「アロハ」。
- 徳光和夫（元日本テレビアナウンサー）
- 鈴木史朗（元TBSアナウンサー）
- 山本文郎（元TBSアナウンサー）
- 露木茂（元フジテレビアナウンサー）

### 進行役
- 肥後克広（ダチョウ倶楽部）

### 四の五の娘
その年のテレビ朝日の新人女子アナが出演する。実際には「旅のお供」のような存在である。「四の五の娘」は、初代の松尾がおやじアナに対し「四の五の言ってないで早く行きましょう」とせかしたことから名付けられた。
- 初代 松尾由美子
- 2代目 市川寛子
- 3代目 上宮菜々子[1]
- 4代目 久保田直子
- 5代目 島本真衣

### ゲスト
- 2003年
  - 杉本清（元関西テレビアナウンサー）
- 2005年
  - 渡辺真理（元TBSアナウンサー）
  - 小川宏（元NHKアナウンサー）
- 2006年
  - 久保純子（元NHKアナウンサー）
  - 小倉智昭（元東京12チャンネルアナウンサー）
- 2007年
  - 木佐彩子（元フジテレビアナウンサー）
  - 大塚範一（元NHKアナウンサー）

### ナレーション
- 佐々木正洋（当時テレビ朝日アナウンサー）

現役アナ代表（当時）として、先輩アナの情けない姿にぼやきと同情を織り交ぜた語りを繰り広げる。おやじアナに対して敬意を表し「○○先輩」と呼ぶのが特徴。進行役として出演することもある。
- 大下容子（テレビ朝日アナウンサー）

合コン企画には毎回必ず出演している。これは徳光がお気に入りなため。

## スタッフ
- 企画・演出・プロデューサー：大垣信良（えすと）
- ディレクター：山下悟、閑和明、高野透矢　他
- 構成：折戸泰一郎